# La settima vittima
La settima vittima (The Seventh Victim) è un film del 1943 diretto da Mark Robson qui al suo debutto come regista. Il film ha come interpreti principali Tom Conway e Kim Hunter.
La pellicola, in bianco e nero, fu prodotta da Val Lewton, celebre produttore hollywoodiano di alcuni fra i più noti film horror degli anni quaranta.
Il film mostra un evidente collegamento con un altro horror prodotto da Val Lewton e diretto da Jacques Tourneur: Il bacio della pantera. Il personaggio del dottor Louis Judd, infatti, è presente in entrambe le pellicole e la storia narrata ne La settima vittima potrebbe dunque essere avvenuta anteriormente rispetto a quella del film di Tourneur, dove alla fine il dottore muore. Un altro personaggio, una donna di nome Mimi (interpretata da Elizabeth Russell), appare nell'ultima scena con un aspetto molto simile a quello della misteriosa donna del ristorante serbo vista ne Il bacio della pantera.
Alcune sequenze de La settima vittima sembrano anticiparne altre, molto più note, che si vedranno ne Il terzo uomo e in Psyco. In effetti, la celeberrima scena nella doccia del capolavoro di Alfred Hitchcock trova qui un precedente in una scena analoga, dove una minacciosa figura femminile viene vista attraverso la trasparenza deformante della tenda.

## Trama
Una ragazza di provincia, Mary Gibson, scopre che la sorella Jacqueline negli ultimi sei mesi non ha pagato la retta del suo college. Per scoprire dove sia Jacqueline, Mary si trasferisce a New York, dove trova l'appartamento della sorella deserto, con una sedia ed un cappio appeso al soffitto. Quando si reca nel salone di bellezza tenuto dalla sorella scopre che è stato venduto a un'altra. Le sue investigazioni le faranno incontrare un poeta emarginato  poi un misterioso dottore, che l'aiuteranno a scoprire che la sorella, entrata in una setta satanica, è ora in pericolo per aver rivelato l'esistenza del culto segreto.

## Produzione
Le riprese del film, prodotto dalla RKO Radio Pictures, durarono dal 5 al 29 maggio 1943.

## Distribuzione
Il copyright del film, richiesto dalla RKO Radio Pictures, Inc., fu registrato il 26 agosto 1943 con il numero LP12249.
Il film uscì in distribuzione nelle sale cinematografiche USA il 21 agosto 1943. In Italia rimase invece inedito fino alla trasmissione televisiva per la quale fu approntato un doppiaggio ad hoc diretto da Mimmo Palmara su dialoghi di Franco Dal Cer.